# Bride and Gloom (film)
Bride and Gloom er en amerikansk stumfilm fra 1918 af Alfred J. Goulding.

## Medvirkende
- Harold Lloyd
- Bebe Daniels
- Snub Pollard
- William Blaisdell
- Sammy Brooks